# Винокуров, Михаил Алексеевич
Михаил Алексеевич Винокуров (род. 17 ноября 1949) — советский и российский учёный, доктор экономических наук, профессор. Ректор Байкальского государственного университета экономики и права (1987—2014). Заслуженный деятель науки Российской Федерации, Почётный гражданин Иркутской области.

## Биография
Родился 17 ноября 1949 года в селе Знаменка Жигаловского района Иркутской области.
После окончания средней школы, в 1966 году, поступил в Иркутский институт народного хозяйства (ныне Байкальский государственный университет). В этом же институте 24 октября 1987 года вступил в должность ректора, в которой находился до 2014 года.
В 1974 году Михаил Алексеевич окончил аспирантуру Ленинградского финансово-экономического института им. Н. А. Вознесенского. В 1992 году защитил докторскую диссертацию в Санкт-Петербургском государственном университете экономики и финансов.

## Научная деятельность
Автор более 200 научных работ, включая 22 монографий, 9 учебников и учебных пособий по теории управления, экономике труда, региональной экономике, экономической истории и этнопсихологии. Автор шеститомного труда «Экономика Иркутской области».

## Награды
- Награждён орденом За заслуги перед Отечеством III (2012) и IV степеней (2004).
- Награждён орденами Монголии — орденом «Полярной звезды» (1999) и орденом Трудового Красного Знамени (2010), а также удостоен золотой медали «Хубилай хаан» Монгольской академии наук за вклад в развитие науки и технологий (2011).